# Dollaro dello Stretto
Il dollaro dello Stretto è stata la valuta degli Stabilimenti dello Stretto dal 1904 al 1939. Nello stesso periodo era anche usato negli Stati malesi federati, Stati malesi non federati, a Sarawak, nel Brunei e nel Borneo del Nord britannico.

## Storia
Agli inizi del diciannovesimo secolo la moneta più usata nelle Indie orientali era il cosiddetto dollaro spagnolo che comprendeva sia le monete coniate in Spagna sia quelle delle colonie spagnole nelle Americhe, per lo più il Messico. Monete coniate localmente comprendevano il keping negli stati del Kelantan e del Trengganu e il dollaro di Penang.
Nel 1837, la rupia indiana divenne l'unica valuta ufficiale negli Stabilimenti dello Stretto, che erano amministrati come se fossero parte dell'India. Tuttavia il dollaro spagnolo continuò a circolare e nel 1845 ci fu l'introduzione di una monetazione per gli Stabilimenti dello Stretto con un sistema di 100 cent = 1 dollaro e con un dollaro uguale al dollaro spagnolo o al peso messicano. Nel 1867 l'amministrazione degli Stabilimenti dello Stretto fu separata dall'India e il dollaro divenne la moneta standard.
Dal 1898, il dollaro dello Stretto fu emesso da un nuovo Board of Commissioners of Currency e alle banche private fu vietata l'emissione di banconote. Il valore diminuì negli otto anni successivi e fu quindi fissato a due scellini e quattro penny della sterlina nel 1906.
Il dollaro dello Stretto fu sostituito alla pari dal dollaro malese nel 1939.
Attualmente Brunei e Singapore usano ancora una moneta con questo nome mentre la Malesia è passata al ringgit nel 1973.

## Monete

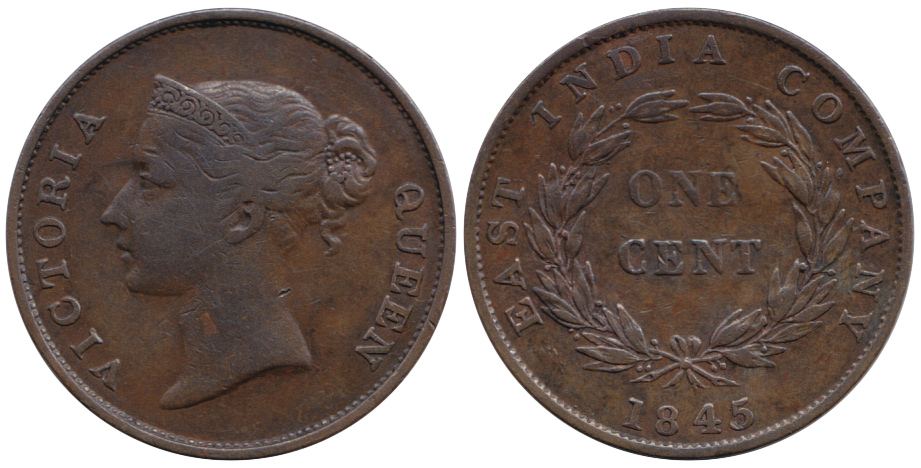
1 cent coniato dalla Compagnia Britannica delle Indie Orientali per gli Stabilimenti dello Stretto nel 1845.

Le prime monete furono emesse nel 1845 in rame con i valori di ¼, ½ e 1 cent. Erano battute dalla East India Company e non recavano alcuna indicazione di dove potevano essere usate. Una seconda emissione con gli stessi valori fu coniata nel 1862 del Governo dell'India britannica. Questa serie recava la legenda "India - Straits".
Nel 1871 furono coniate monete d'argento con la legenda STRAITS SETTLEMENTS per i valori di 5, 10 e 20 cent, seguite da monete di rame da ¼, ½ e 1 cent l'anno successivo e dai 50 cent d'argento nel 1886. Dollari d'argento furono coniati per la prima volta nel 1903.
Un'edizione speciale in formato A3 della Straits Settlements Government Gazette pubblicata a Singapore il 24 agosto 1904, conteneva il seguente proclama del Governatore, Sir John Anderson.
Le finalità di questa azione era di creare un valore di cambio separato per il dollaro dello Stretto in rapporto agli altri dollari d'argento che circolavano nella regione, principalmente il British trade dollar. L'idea era che quando il tasso di cambio con gli altri dollari d'argento avesse aumentato significativamente la propria divergenza, allora le autorità avrebbero fissato un rapporto fisso di cambio con la sterlina a questo nuovo valore, facendo così entrare gli Stabilimenti dello Stretto nell'area del gold exchange standard. Il cambio fu fissato quando il dollaro dello Stretto raggiunse il valore di due scellini e quattro penny (2s 4d) rispetto alla sterlina.
Nel corso di pochi anni il valore dell'argento salì così rapidamente che il valore in argento del dollaro era più alto del suo valore in oro. Per prevenire che i dollari venissero fusi, fu emessa una nuova moneta, più piccola, nel 1907 con un minor contenuto d'argento. Una situazione simile ci fu nelle Filippine nello stesso periodo. L'ultima moneta da ¼ cent fu coniata nel 1916. I pezzi da un dollaro furono coniati l'ultima volta nel 1920 e quelli da 50 cent nel 1921. Le altre rimasero in produzione fino al 1935.

## Banconote
Il Board of Commissioners of Currency introdusse le banconote da 5 e 10 dollari nel 1898, seguite dai 50 e 100 dollari nel 1901 e da 1 dollaro nel 1906. Tra il 1917 e il 1920 ci furono emissioni di emergenza da 10 e 25 cent. Banconote da 1000 dollari furono emesse il 1930 ma durante gli anni 1930 furono emesse solo banconote da 1, 5 e 10 dollari.

### Emissioni governative degli Stabilimenti dello Stretto (1899-1942)

#### Vittoria (1837-1901)
Il Governo degli Stabilimenti dello Stretto fu autorizzato la prima volta a emettere banconote con la Ordinance VIII del 1897, che divenne operativa il 31 agosto 1898. Queste banconote, anche se datate 1º settembre 1898, non furono rilasciate fino al 1º maggio 1899. Sia le banche autorizzate sia la Hong Kong and Shanghai Bank continuarono a emettere banconote, che circolarono accanto a quelle ufficiali. Tutte le banconote erano liberamente cambiabili con il peso messicano o con le altre monete d'argento che avevano corso legale nella colonia.

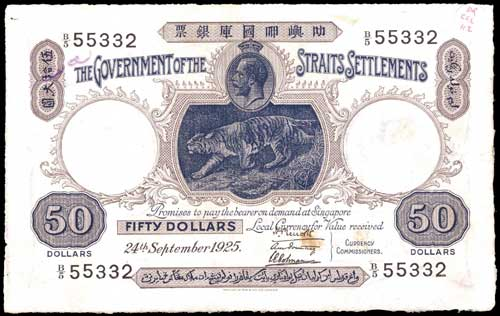
Banconota da 50 dollari del 1911

#### Edoardo VII (1901-1910)
Edoardo VII salì al trono nel gennaio 1901. Nella precedente emissione la banconota da 5 dollari aveva lo stesso disegno e le stesse dimensioni di quella da 10 dollari. Per aiutare il suo riconoscimento fu ridotta in dimensioni. La serie datata 1º febbraio 1901 fu stampata dalla Thomas de la Rue & Co. Ltd. di Londra.
Nel 1903 una moneta in argento da un dollaro fu coniata appositamente per gli Stabilimenti dello Stretto e divenne l'unità standard di valore. Tutti gli altri di dollari d'argento in circolazione a quel tempo furono demonetizzati nel 1904. Un aumento progressivo del prezzo dell'argento, tuttavia, ben presto costrinse il governo a richiamare la prima emissione di questo dollaro degli Stretti e di sostituirla con una moneta con minore contenuto d'argento.
Con il tempo, il timore di una carenza di monete comportò l'introduzione di un biglietto da un dollaro, fissato a un tasso di cambio contro l'oro, invece che con l'argento. Per effetto di ciò, la sovrana fu per la prima volta dichiarata legale, e al dollaro dello Stretto fu dato un valore arbitrario di due scellini e quattro penny. Questo biglietto da un dollaro divenne così popolare che fu mantenuta in tutte le emissioni future, in modo che in grande misura sopperì alle necessità di una moneta d'argento.
Alla fine del 1906 la circolazione monetaria aveva raggiunto i 21.866.142 $, mentre quella delle banche private era scesa a 1.329.052 $ (20th Century Impressions of British Malaya p. 138). Le banconote da un dollaro, datate 1º settembre 1906, erano stampata della ditta di Londra Thomas de la Rue & Co. Ltd.. Anche i biglietti da cinque e dieci dollari, entrambi datati 8 giugno 1909, erano stampati dalla Thomas de la Rue & Co. Ltd..

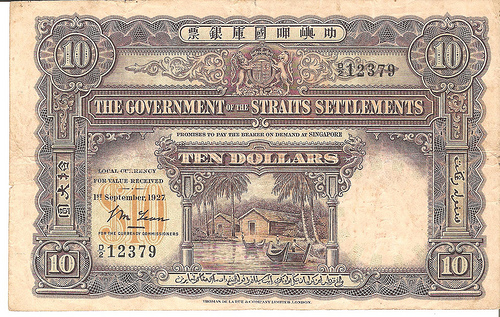
Una banconota da dieci dollari dello Stretto del 1927

#### Giorgio V (1910-1936)
Durante questo regno la gamma delle banconote fu estesa fino a mille dollari per la comodità delle transazioni interbancarie. Nel 1915, si decise di fare un cambiamento completo nel disegno dei biglietti da 50, 100 e 1000 dollari. Questi tagli furono rilasciati al pubblico rispettivamente nel febbraio del 1920, nell'ottobre 1919 e nel maggio 1917. Furono stampati da Thomas de la Rue. Una banconota 10.000 fu rilasciato la prima volta nel mese di ottobre 1922. Questa banconota non era a disposizione del pubblico, ma fu utilizzato esclusivamente nei trasferimenti interbancari.

#### Edoardo VIII (1936)
Non ci furono emissioni di banconote durante il suo breve regno.

#### Giorgio VI (1936-1952)
Nel settembre 1933, sir Basil Blackett fu nominato dalla Segreteria di Stato per le Colonie a guidare una commissione per considerare la partecipazione di diversi Stati malesi, compreso il Brunei, ai i profitti e le passività della valuta degli Stabilimenti dello Stretto. Il rapporto Blackett raccomandò che l'unico diritto di emettere moneta per l'area doveva essere affidato ad una commissione valutaria pan-Malese. Questa raccomandazione fu adottata dal Governo degli Stabilimenti dello Stretto, dagli Stati malesi federati, Stati malesi non federati e Brunei. La legislazione fu emanata dalla Straits Settlements Currency Ordinance (n. 23) del 1938, e ratificata dai diversi stati nel corso del 1939.
Di 27.000.000 banconote da un dollaro e 5.600.000 da cinque dollari della stessa serie inviati in Malesia prima dell'invasione giapponese, 25.800.000 biglietti da un dollaro e 5.000.000 da cinque dollari arrivarono effettivamente. Del resto 700.000 banconote da un dollaro e 500.000 da cinque furono sequestrate dai tedeschi, quando uno dei loro predatori, l'Atlantis, catturò l'SS Automedonte; e inoltre 500.000 biglietti da un dollaro e 100.000 da cinque dollari andarono persi quando la nave che li trasportava, il SS Eumanes, fu affondata.
Nessuna di queste banconote fu mai messa in circolazione dal governo degli Stabilimenti dello Stretto, in modo che al momento dell'invasione giapponese erano ancora tenuti nelle casseforti del Tesoro a Singapore e nel Penang. Quando Penang fu evacuato nel dicembre del 1941, 600.000 banconote da un dollaro e 100.000 da cinque dollari furono abbandonati nel tesoro, dove caddero nelle mani dei giapponesi.
A Singapore 4.200.000 banconote da un dollaro e 1.000.000 da cinque dollari furono distrutte e 21.000.000 banconote da un dollaro e 3.900.000 da cinque dollari furono spedite in India per sicurezza.
Quando le forze britanniche rioccuparono Singapore nel settembre 1945, trovarono tutte le banconote abbandonate di questa serie, ad eccezione di un gruppo di circa mille banconote catturate nel Penang, nelle casseforti dei Giapponesi.
Tutte le scorte furono distrutte nel 1946, poiché si temeva che le banconote dalla nave catturata potessero essere state consegnate dai tedeschi ai loro alleati giapponesi, e accumulate, pronte per essere poste in circolazione quando le banconote fossero entrate in corso. Non ci sono prove che queste banconote abbiano mai raggiunto la Malesia. Tutti i biglietti erano stati firmati dal L.G. Corney, il presidente della Board of Commissioners of Currency.

### Amministrazione militare britannica in Malesia (1945-1946)
Le forze britanniche sbarcarono nel Penang il 3 settembre 1945 e a Singapore il 5 settembre 1945 e gradualmente rioccuparono l'intera Malesia britannica.
Fino al 1º aprile 1946, le finanze del paese furono amministrata dal dipartimento del Controller of Finance and Accounts (controllore delle finanze e del bilancio) del Royal Army Pay Corps, e la moneta fu posta in circolazione contro il pagamento in sterline dal War Office per conto del Board of Commissioners of Currency Malaya.
Fu deciso che nessun tipo di valore dovesse essere conferita alla cosiddetta banana money giapponese allora in circolazione, dato che era stato stimato che durante i tre anni e mezzo l'occupazione giapponese aveva emesso come minimo valuta per un valore di 4.000 milioni di dollari rispetto a un normale circolazione di circa 220 milioni del 1941 (Donnison p.223). Il servizio di pagamento rese disponibili banconote da 1 cent a 10.000 dollari che erano state stampate in Gran Bretagna sia prima che durante l'occupazione ma che non erano state spedite in precedenza nella Malesia britannica. Inoltre la banconota da dieci dollari del 1940 emessa dal Board of Commissioners of Currency Malaya e le vecchie banconote degli Stabilimenti dello Stretto, ad eccezione di quelle da 1.000 o 10.000 dollari e da 10 e 25 cent, furono dichiarate a corso legale. Queste vecchie banconote furono tuttavia gradualmente ritirate, mano a mano che le nuove emissioni diventavano adeguate alle necessità del territorio.
Le banconote di queste serie da 1 cent a 10 dollari furono datate 1º luglio 1941, quelle da 50, 100 e 1.000 dollars 1º gennaio 1942, mentre i biglietti da 10.000 furono firmate a datate al giorno della loro emissione. Il Chairman del Currency Board era H. Weisberg. I biglietti d'emergenza da 10 cent con il ritratto di Giorgio VI furono emessi il 15 agosto 1940, disegnati e stampati dal Survey Department (F.M.S.) a Kuala Lumpur con i numeri seriali di controllo. Il 1º settembre 1940, un'altra emissione di emergenza da 25 cent fu disegnata e stampata dal Survey Department con in ritratto di Giorgio VI. Il 1º luglio 1941, una nuova serie di emissioni regolari, con i tagli da 1, 5, 10, 20 e 50 cent furono stampate da Thomas de la Rue & Co. Ltd., a Londra con il ritratto di Giorgio VI. Nella stessa data del 1º luglio 1941, le banconote da 1, 5 e 10 dollari furono incise e stampate da Waterlow & Sons Ltd., Londra, e i maggiori taglia da 50, 100, 1000 e 10.000 furono stampati da Bradbury, Wilkinson & Co. Ltd., nel Surrey, vicino a Londra.

### Amministrazione civile
L'amministrazione civile fu ripristinata il 1º aprile 1946; e dalla stessa data fu ricostituito il Board of Commissioners of Currency Malaya, con la Ordinance No.4 del 1946 a Singapore e la Ordinance No.5 del 1946 nell'Unione Malese. Il Board continuò a operare con le stesse modalità di prima dell'occupazione giapponese della Malesia e del Borneo britannico.
Tutte le banconote che portavano una data precedente al 1º luglio 1941, furono demonetizzate il 31 agosto 1948.
Le Currency Ordinance No. 44 del 1952 della Colonia di Singapore, No. 33 del 1951 della Federazione della Malesia, No. 10 del 1951 del Borneo del Nord e No. 1 del 1951 della Colonia di Sarawak diedero attuazione a un accordo tra quei governi e il Brunei per stabilire che il Board of Commissioners of Currency fosse l'unica autorità di emissione in Malesia e nel Borneo britannico. Questo accordo divenne effettivo il 1º gennaio 1952. Il Board era costituito da cinque membri:
1. Segretario delle Finanze di Singapore
2. Ministro delle Finanze per la Federazione della Malesia
3. Governatore di Sarawak
4. Governatore del Borneo del Nord
5. Residente Britannico nel Brunei

e da altri due scelti con un accordo dei governi partecipanti. Il presidente era il Segretario delle Finanze di Singapore.